# 雪沢温泉
雪沢温泉（ゆきさわおんせん）は、秋田県大館市にある温泉。

## 概要
秋田県道2号大館十和田湖線通称樹海ライン沿いに温泉地がある。温泉施設は温泉宿の「清風荘」と「雪沢温泉 大雪」がある。また、共同浴場の「大館市立老人福祉センター（四十八滝温泉）」がある。またDOWAホールディングスの企業内温泉施設で、一般には開放していない「雪沢山荘」がある。
1963年8月、DOWAホールディングス(旧同和鉱業)による黒鉱調査ボーリングが行われ、これにより地下800mから50℃近い湯が毎分1000Lほど自噴した。この泉源を使い、泉源近くに1969年四十八滝温泉がオープンした。続いて、この泉源から温泉を引き各温泉場がオープンしている。
四十八滝温泉の近くには長木川渓流があり、近くに四十八滝がある。旧雪沢温泉駅の向かいにあるのが「雪沢温泉 大雪」で、雪沢温泉駅は以前は雪沢鉱泉駅とされていた。これは、大雪にあった硫黄分を含む鉱泉に由来している。この鉱泉は現在も施設裏手で自噴しているが、利用はされていない。
豊富な湯量のため、全ての施設が源泉かけ流しになっている。

## 交通
- 秋北バス 大館～小坂 線 「雪沢温泉」バス停